# Martin Klebba
Martin Klebba (Troy, Michigan, 23 de junho de 1969) é um ator americano. Um de seus papéis notáveis foi na trilogia Piratas do Caribe.

## Filmografia
| Ano  | Filme                                                  | Personagem                | Notas         |
| ---- | ------------------------------------------------------ | ------------------------- | ------------- |
| 2001 | Planet of the Apes                                     | Monkey Grinder's Pet      | Sem créditos  |
| 2001 | Corky Romano                                           | Mini Bouncer              | Sem créditos  |
| 2001 | How High                                               | Party Guest               | Sem créditos  |
| 2001 | Snow White: The Fairest of Them All                    | Friday                    | Filme para TV |
| 2002 | Run Ronnie Run                                         | Music Video Doorman       |               |
| 2002 | Big Fat Liar                                           | Kissing Bandit            | Sem créditos  |
| 2002 | Death to Smoochy                                       | Rhinette / Krinkle Kid #3 |               |
| 2002 | Men in Black II                                        | Family Child Alien        |               |
| 2002 | Austin Powers in Goldmember                            | Dancer                    | Sem créditos  |
| 2002 | Blood Shot                                             | Secret Weapon             | Curta         |
| 2003 | National Security                                      | Security Guard            | Sem créditos  |
| 2003 | Cradle 2 the Grave                                     | Fight Announcer           |               |
| 2003 | Pirates of the Caribbean: The Curse of the Black Pearl | Marty                     |               |
| 2003 | El Matador                                             | Me Too                    |               |
| 2003 | A Light in the Forest                                  | Boar                      |               |
| 2003 | Looney Tunes: Back in Action                           | Dancing Yosemite Sam      |               |
| 2003 | The Haunted Mansion                                    | Pickwick                  | Sem créditos  |
| 2004 | Van Helsing                                            | Dwerger                   | Sem créditos  |
| 2005 | Americano                                              | Matador                   |               |
| 2006 | Pirates of the Caribbean: Dead Man's Chest             | Marty                     |               |
| 2007 | Pirates of the Caribbean: At World's End               | Marty                     |               |
| 2007 | Cougar Club                                            | Short Boss Man            | Sem créditos  |
| 2007 | The Santa Trap                                         | Special Ops Elf           |               |
| 2008 | Hancock                                                | Prisoner                  | Sem créditos  |
| 2008 | Feast II: Sloppy Seconds                               | Thunder                   | Direct-to-DVD |
| 2009 | Feast III: The Happy Finish                            | Thunder                   | Direct-to-DVD |
| 2009 | American High School                                   | Mann                      | Direct-to-DVD |
| 2010 | A Short Film                                           | Cowboy                    | Curta         |
| 2011 | Night of the Little Dead                               | Little Dead               | Curta         |
| 2011 | Pair of Kings                                          | Hibachi                   |               |
| 2011 | In the Gray                                            |                           | Produtor      |
| 2012 | Project X                                              | Dwarf party guest         |               |
| 2012 | Mirror Mirror                                          | Butcher                   |               |
| 2013 | Movie 43                                               | Killer Chaun              |               |
| 2013 | Oz the Great and Powerful                              | Nikko                     |               |
| 2013 | Blood Shot                                             | Marud                     |               |
| 2014 | The Hungover Games                                     | Fruito                    |               |
| 2014 | The Bag Man                                            | Guano                     |               |
| 2014 | Left Behind                                            | Melvin Weir               |               |
| 2015 | Jurassic World                                         | Dimorphodon               |               |
| 2015 | Ted 2                                                  | Chucky                    |               |
| 2016 | Range 15                                               | Zombie Klebba             |               |
| 2016 | All Hallows Eve                                        | Barnaby                   |               |
| 2017 | Eloise                                                 | Mental Patient            |               |
| 2017 | Pirates of the Caribbean: Dead Men Tell No Tales       | Marty                     |               |
| 2019 | Viy 2: Journey to China                                | Capitão                   |               |
| 2021 | Pacific Rim: The Black                                 | Spyder                    |               |
| 2025 | Branca de Neve                                         | Zangado                   | voz           |